# Vertikální zemědělství

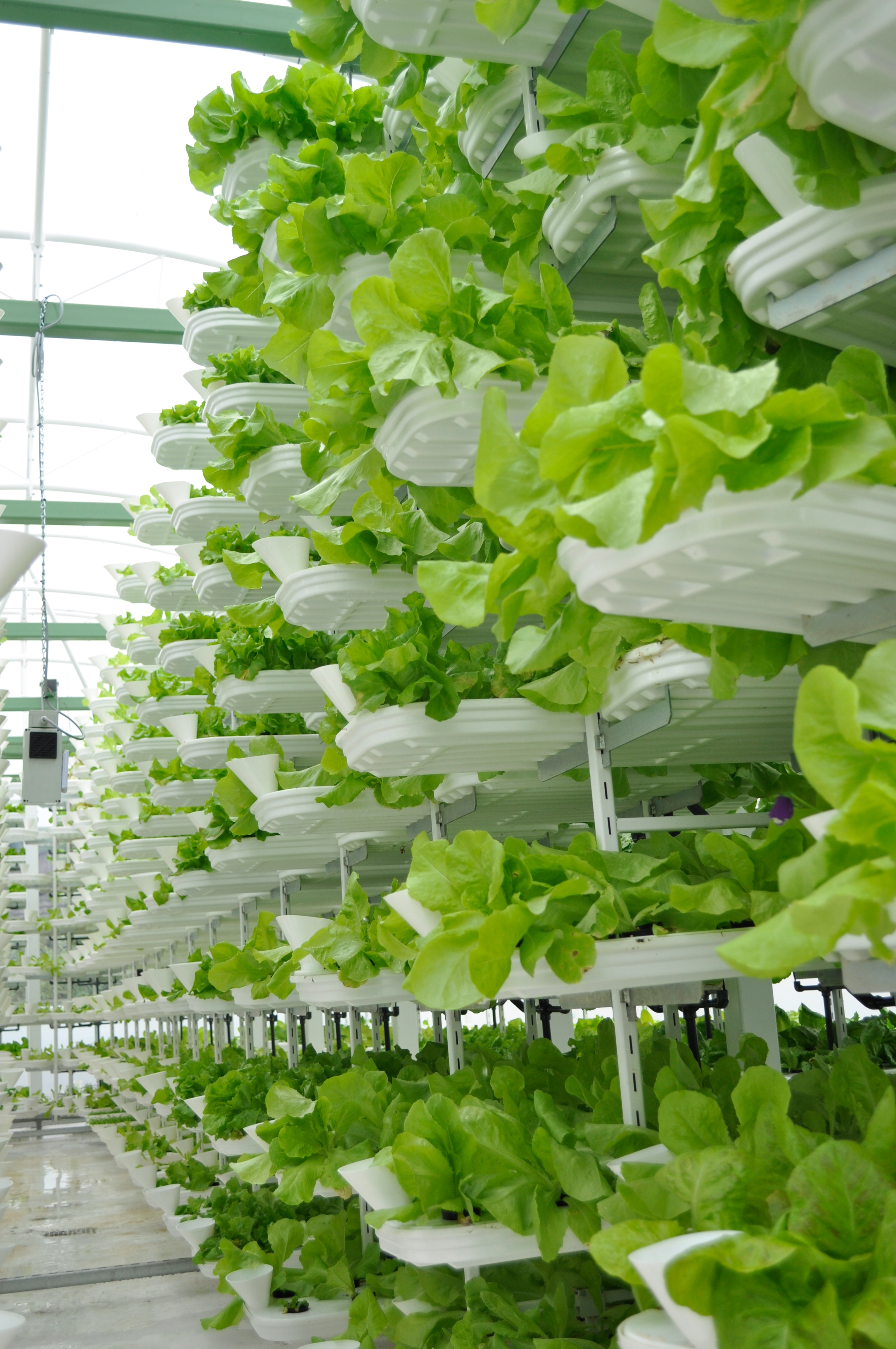
Salát pěstovaný ve vnitřním vertikálním zemědělském systému

Vertikální zemědělství je způsob pěstování plodin ve svisle naskládaných vrstvách. Často zahrnuje zemědělství s řízeným prostředím, jehož cílem je optimalizovat růst rostlin, a bezolovnaté zemědělské techniky, jako jsou hydroponie, aquaponie a aeroponie. Některé běžné možnosti struktur pro umístění vertikálních zemědělských systémů zahrnují budovy, přepravní kontejnery, tunely a opuštěné důlní šachty. Roku 2020 bylo na celém světě provozováno zhruba 30 hektarů vertikální zemědělské půdy.
Moderní koncept vertikálního zemědělství navrhl v roce 1999 Dickson Despommier, profesor veřejného a environmentálního zdraví (Public and Environmental Health) na Kolumbijské univerzitě. Despommier a jeho studenti přišli s návrhem mrakodrapové farmy, která by mohla uživit 50 000 lidí. Ačkoli design ještě nebyl postaven, úspěšně popularizoval myšlenku vertikálního zemědělství. Současné provozování vertikálních farem ve spojení s dalšími nejmodernějšími technologiemi, jako jsou např. speciálně upravená LED světla, vedou k více než desetinásobné produkci plodiny, než jaké by se dosáhlo tradičními způsoby hospodaření.  Existují různé způsoby implementace vertikálních zemědělských systémů, což můžeme vidět když se podíváme do různých míst po celém světě, jako například: Paignton, Izrael Singapur, Chicago, Mnichov, Londýn, Japonsko a Lincolnshire.
Hlavní výhodou využití vertikálních zemědělských technologií je zvýšená produkce plodiny, která souvisí s tím že, na jednu plodinu je potřeba méně prostoru, než je tomu v klasickém zemědělství. Další výhodou je zvýšená schopnost pěstovat větší škálu plodin najednou, protože plodiny nesdílejí stejné pozemky během pěstování. Plodiny jsou navíc odolné vůči narušení počasím z důvodu jejich umístění ve vnitřních prostorech, což znamená méně ztrát plodin při extrémních nebo neočekávaných výkyvech v počasí. V neposlední řadě, díky užití menší plochy pro pěstování, vertikální zemědělství méně ohrožuje původním rostliny a zvířata v krajině, což vede k další ochraně místní fauny a flóry.
Vertikální zemědělství má ale také různá negativa. Například ekonomicky má tento způsob zemědělství vysoké počáteční náklady ve srovnání s tradičními farmami. Ve Victorii v Austrálii by „hypotetická 10stupňová vertikální farma“ stála více než 850krát více na metr krychlový orné půdy než tradiční farma na venkově ve Victorii. Vertikální farmy také čelí velkým energetickým nárokům díky použití doplňkového světla, jako jsou LED. Kromě toho, pokud se ke splnění těchto energetických požadavků použije neobnovitelná energie, vertikální farmy by teoreticky mohly způsobit větší znečištění než tradiční farmy nebo skleníky. Vertikální zemědělství není udržitelné.

## Druhy vertikálního zemědělství

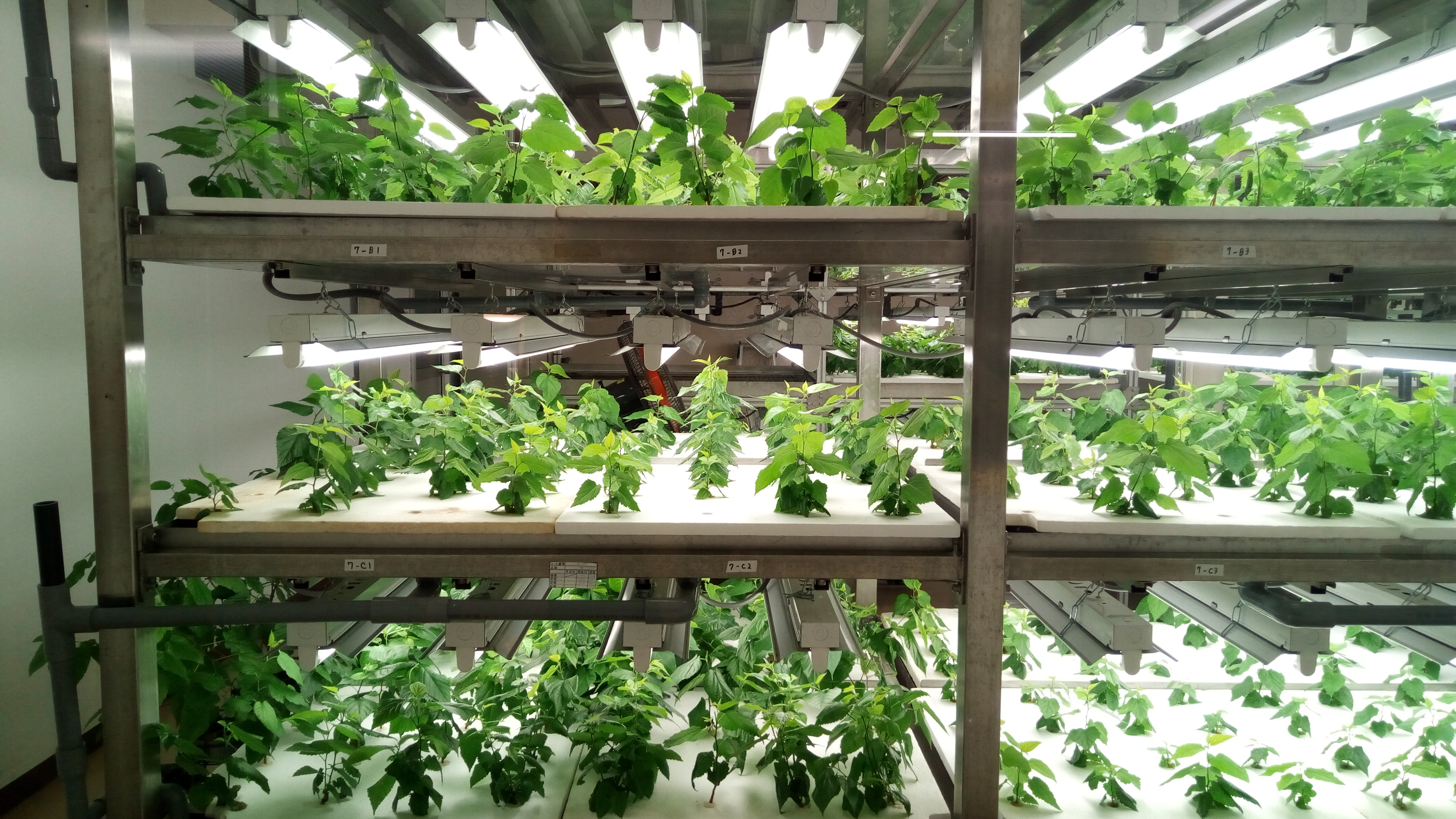
Vnitřní hydroponická vertikální farma morušovníku, Japonsko

### Hydroponie
Hydroponie označuje techniku pěstování rostlin bez využití půdy. V hydroponických systémech jsou kořeny rostlin ponořeny do kapalných roztoků obsahujících makroživiny, jako je dusík, fosfor, síra, draslík, vápník a hořčík, také některé stopové prvky jako například železo, chlor, mangan, bor, zinek, měď, a molybden. Kromě toho se jako náhražky půdy používají také inertní (chemicky neaktivní) média, jako je třeba štěrk, písek a piliny, které poskytují podporu kořenům a umožňují přirozenější zakořenění.
Mezi výhody hydroponie patří schopnost násobně snížit plochu potřebnou k pěstování a snížení spotřeby vody. Studie ukázala, že ve srovnání s konvenčním zemědělstvím by hydroponické zemědělství mohlo zvýšit produkci salátu zhruba na 11násobek a vyžadovat 13krát méně vody. Díky těmto výhodám je hydroponie převládajícím systémem pěstování používaným ve vertikálním zemědělství.

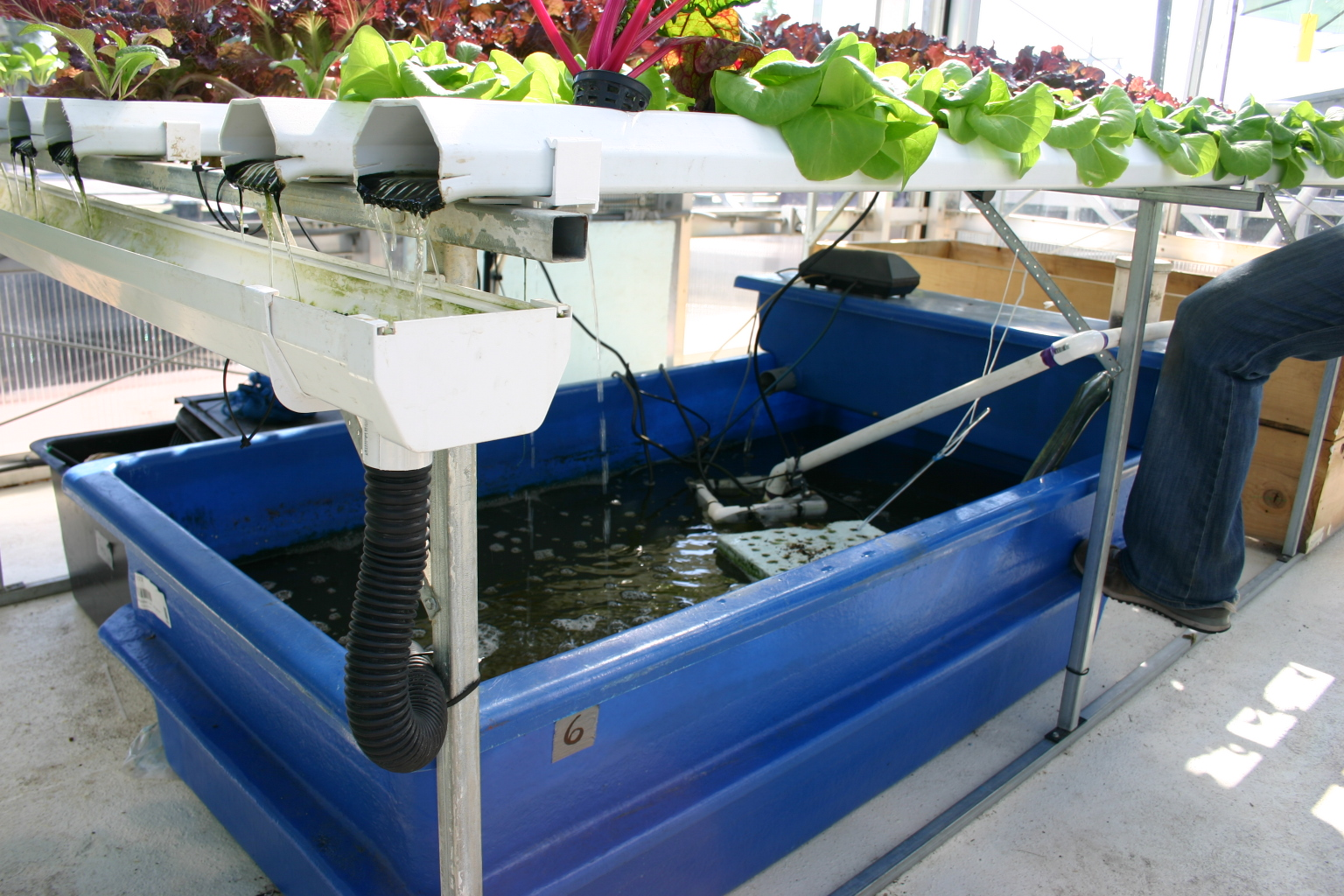
Aquaponie se sumci

### Aquaponie
Termín aquaponie je vytvořen kombinací dvou slov: akvakultura, která označuje chov ryb, a hydroponie – technika pěstování rostlin bez půdy. Aquaponie posouvá hydroponii o krok dále tím, že integruje produkci rostlin s produkcí vodních organismů do systému uzavřené smyčky, který napodobuje samotný cyklus přírody. Z odpadní voda bohaté na živiny z akvária se vyfiltrují pevné látky, poté dojde k další filtraci pomocí biofiltru, kde se toxický amoniak přeměňuje na výživný dusičnan. Při vstřebávání živin pak rostliny čistí odpadní vodu, která se recykluje zpět do akvária. Rostliny navíc spotřebovávají oxid uhličitý produkovaný rybami a voda v akváriích přijímá teplo a pomáhá skleníku udržovat teplotu v noci, aby šetřila energii. Jelikož se ale většina komerčních vertikálních zemědělských systémů zaměřuje na produkci několika rychle rostoucích zeleninových plodin, není aquaponika, jejíž součástí je také akvakulturní složka, v současné době tak široce využívána jako konvenční hydroponie.

### Aeroponie

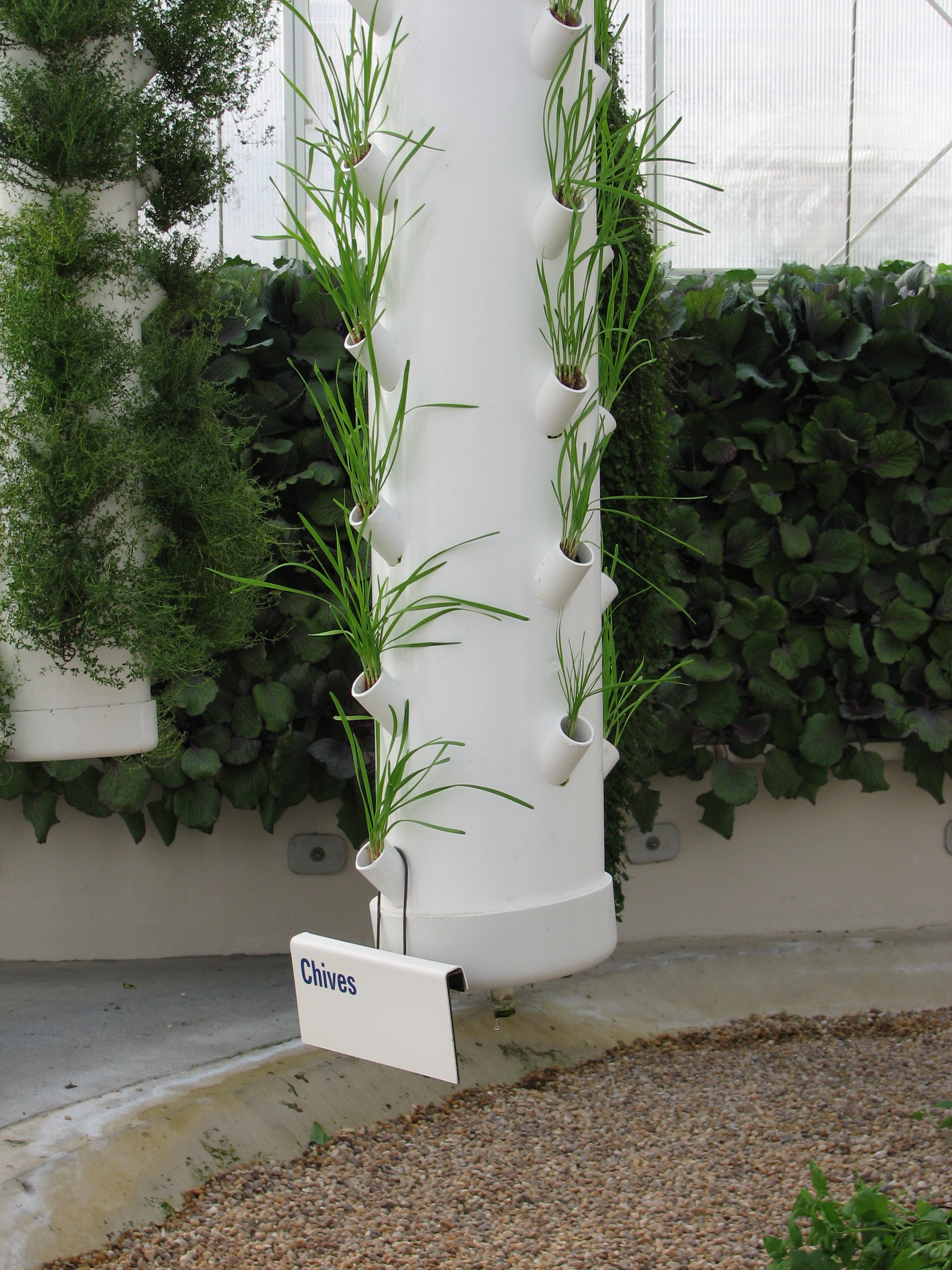
Aeroponicky pěstovaná pažitka

Vynález aeroponie byl již v 90. letech motivován iniciativou NASA k nalezení efektivního způsobu pěstování rostlin ve vesmíru. Na rozdíl od konvenční hydroponie a aquaponie nevyžaduje aeroponie pro pěstování rostlin žádné kapalné či pevné médium. Místo toho se kapalný roztok s živinami vypařuje do vzduchových komor, kde jsou rostliny zavěšeny. Aeroponie je zdaleka nejudržitelnější způsob pěstování bez půdy protože využívá až o 90 % méně vody než nejúčinnější konvenční hydroponické systémy a nevyžaduje výměnu růstového média. Absence růstového média navíc umožňuje aeroponickým systémům lépe přizpůsobit svoji konstrukci, což dále šetří energii, protože gravitace automaticky odvádí přebytečnou kapalinu, zatímco běžné horizontální hydroponické systémy často vyžadují vodní čerpadla pro odvod přebytečných kapalin. V současné době nejsou aeroponické systémy široce používány ve vertikálním zemědělství, ale začínají přitahovat významnou pozornost.

### Zemědělství v kontrolovaném prostředí
Zemědělství v kontrolovaném prostředí (CEA – z angl. Controlled Environment Agriculture) je modifikace přírodního prostředí za účelem zvýšení produkce nebo prodloužení vegetačního období. Systémy CEA jsou obvykle umístěny v uzavřených prostorách, jako jsou skleníky nebo budovy, ve kterých lze ovlivnit faktory prostředí, jako je vzduch, teplota, světlo, voda, vlhkost, oxid uhličitý a výživa rostlin. Ve vertikálních zemědělských systémech se CEA často používá ve spojení s zemědělskými technikami jako jsou hydroponie, aquaponie a aeroponie.

## Umístění vertikálního zemědělství

### Vertikální farmy v budovách

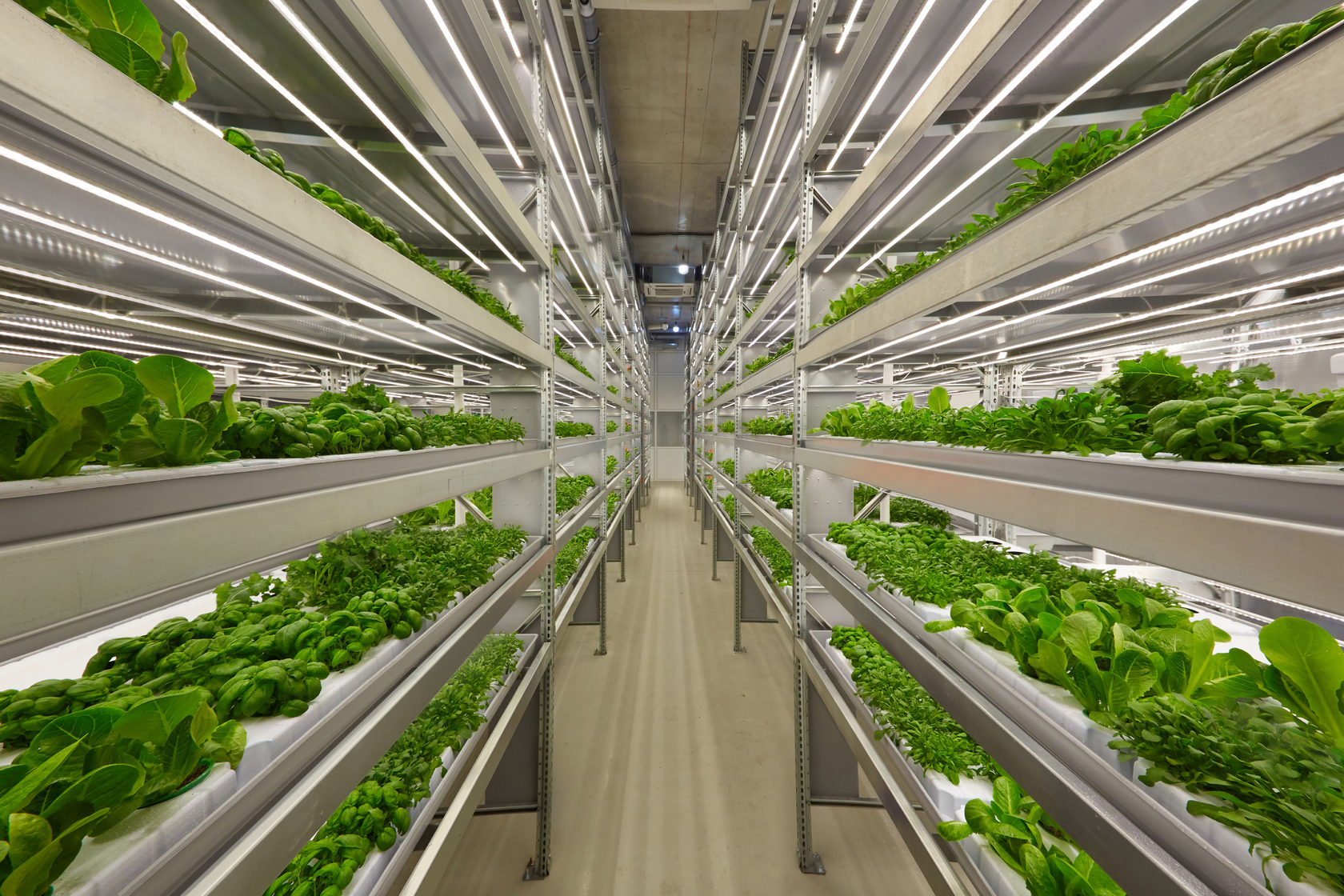
Vertikální farma iFarm, Finsko

Opuštěné budovy jsou často znovu využity pro vertikální zemědělství. Příkladem může být farma v Chicagu "The Plant", která využila prostory staré továrny na balení masa. Někdy se však také budují nové budovy, které jsou pro tyto zemědělské systémy využívány.

### Kontejnerové vertikální farmy
Recyklované přepravní kontejnery jsou stále oblíbenější volbou pro umístění vertikálních zemědělských systémů. Přepravní kontejnery slouží jako standardizované modulární komory pro pěstování různých rostlin a jsou často vybaveny LED osvětlením, vertikálně naskládanou hydroponií, inteligentními ovládacími prvky klimatizace a monitorovacími senzory. Navíc při použití více kontejnerů najednou mohou farmy ještě více šetřit místo a dosáhnout vyšší produkce na metr čtvereční.

### Podzemní "hluboké farmy"
„Hluboká farma“ (z angl. deep farm) je vertikální farma postavená ze zrekonstruovaných podzemních tunelů nebo opuštěných důlních šachet. Protože teplota a vlhkost v podzemí jsou obvykle mírné a konstantní, vyžadují hluboké farmy méně energie na vytápění. Hluboké farmy mohou také využívat blízkou podzemní vodu ke snížení nákladů na zásobování vodou. Navzdory nízkým nákladům může hluboká farma vyprodukovat 7 až 9 krát více potravin než konvenční farma nad zemí na stejné ploše půdy. Ve spojení s automatizovanými systémy sklizně mohou být tyto podzemní farmy plně soběstačné.

## Dějiny

### Počáteční návrhy
Dickson Despommier, profesor katedry veřejného a environmentálního zdraví na Kolumbijské univerzitě, položil první myšlenkové základy vertikálního zemědělství. V roce 1999 vyzval svoji třídu nejstarších studentů, aby spočítali, kolik jídla by mohli teoreticky vypěstovat na střechách New Yorku. Studenti dospěli k závěru, že by tím nakrmili pouze asi 1 000 lidí. Despommier byl nespokojen s výsledky, a proto místo toho navrhl pěstování rostlin uvnitř, na více vrstvách nad sebou. Despommier společně se svými studenty poté navrhli design třicetipodlažní vertikální farmy vybavené umělým osvětlením, moderní hydroponií a aeroponií, která by mohla vyprodukovat dostatek jídla pro 50 000 lidí. Dále naznačili, že v horních patrech bude růst přibližně 100 druhů ovoce a zeleniny, zatímco v nižších patrech budou umístěna kuřata a ryby žijící z rostlinného odpadu. Ačkoli Despommierova mrakodrapová farma ještě nebyla postavena, popularizovala myšlenku vertikálního zemědělství a inspirovala mnoho pozdějších návrhů.
Na konferenci TED2016 ve Vancouveru Astro Teller – vedoucí Google X – odhalil, že tajná laboratoř měsíce se už jednou pokusila vytvořit automatizovaný vertikální zemědělský systém. Udělala pokrok v automatizované sklizni a efektivní osvětlovací technologii a podařilo se jí pár plodin vypěstovat. Bohužel, laboratoř Google nedokázala pomocí této techniky pěstovat základní plodiny, jako jsou obilí a rýže. Výsledkem bylo, že byl projekt nakonec ukončen.

### Implementace
Vývojáři a místní samosprávy ve více městech vyjádřili zájem o založení vertikální farmy: Incheon, Abú Dhabí, Dongtan, New York City, Portland, Los Angeles, Las Vegas, Seattle, Toronto, Paříž, Bangalore, Dubaj, Šanghaj a Peking. Od roku 2014 až listopadu 2020 bylo do startupů působících v tomto sektoru investováno přibližně 1,8 miliardy USD (40,3 miliardy Kč).
V roce 2009 byl instalován první pilotní systém vertikální farmy na světě v Zoo Environmental Parku v Paigtonu ve Velké Británii. Projekt představil vertikální zemědělství a poskytl pevný základ pro výzkum udržitelné produkce potravin. Produkce v této farmě se používá ke krmení zvířat zoo, ale zároveň projekt umožňuje vyhodnocování a výzkum systémů. Vyhodnocená data poskytuje jako vzdělávací zdroj pro obhajobu změn v neudržitelných postupech využívání půdy, které mají dopad na globální biologickou rozmanitost a ekosystémové služby.
V roce 2010 navrhla Zelená sionistická aliance (židovská environmentální organizace) na 36. světovém sionistickém kongresu řešení vyzývající Židovský národní fond k rozvoji vertikálních farem v Izraeli. Ve stejném roce Společnost s názvem „Podponics“ postavila v Atlantě vertikální farmu skládající se z více než 100 skládaných „growpodů“, ale v květnu 2016 údajně zkrachovala.
V roce 2012 byla v Singapuru otevřena první komerční vertikální farma na světě, vyvinutá společností Sky Greens Farms, a je vysoká tři podlaží. V současné době mají více než 100 devítimetrových věží.
V roce 2012 se představila společnost s názvem The Plant se svým nově vyvinutým systémem vertikálního zemědělství umístěným v opuštěné budově na balení masa v Chicagu ve státě Illinois. Využívání opuštěných budov k umístění vertikálních farem a dalších udržitelných zemědělských metod jsou udržitelným způsobem pro rychlou urbanizaci moderními komunitami.
V roce 2013 byla v Mnichově (Německo) založena Asociace pro vertikální zemědělství (AVF – z angl. Association for Vertical Farming). V květnu 2015 se AVF rozšířila o regionální centra po celé Evropě, Asii, USA, Kanadě a Velké Británii. Tato organizace spojuje pěstitele a inovátory s cílem zlepšit zabezpečení potravin a udržitelný rozvoj. AVF se zaměřuje na rozvoj vertikálních zemědělských technologií, designů a podniků pořádáním mezinárodních informačních dnů, workshopů a summitů.
V roce 2015 zahájila londýnská společnost Growing Underground produkci listové zeleně v podzemí v opuštěných podzemních tunelech druhé světové války.
V roce 2016 zahájil startup Local Roots tzv. TerraFarmy, vertikální zemědělské systémy hostované v přepravním kontejneru o délce 12 metrů, který zahrnuje počítačové vidění integrované s umělou neuronovou sítí pro monitorování rostlin; a je vzdáleně monitorován z Kalifornie. Tvrdí se, že systém TerraFarm „dosáhl rovnost nákladů s tradičním venkovním zemědělstvím“ přičemž každá jednotka produkuje ekvivalent „tří až pěti hektarů zemědělské půdy“, využívající o 97 % méně vody prostřednictvím zpětného zachycování použité a odpařené vody. První vertikální farma v americkém obchodě s potravinami byla otevřena v Dallasu v Texasu v roce 2016, nyní je uzavřena.
V roce 2017 začala japonská společnost Mirai uvádět na trh svůj víceúrovňový vertikální zemědělský systém. Společnost uvádí, že může denně vyprodukovat 10 000 kusů hlávkového salátu – stokrát více, než kolik by bylo možné vyprodukovat tradičními zemědělskými metodami, protože jejich speciální LED světla mohou zkrátit dobu růstu až 2,5krát. Toho lze navíc dosáhnout s o 40 % nižší spotřebou energie, 80 % menším plýtváním potravinami a 99 % nižší spotřebou vody než v tradičních zemědělských metodách.
V roce 2019 uzavřela společnost Kroger partnerství s německým start-upem Infarm, aby instalovala modulární vertikální farmy ve dvou obchodech s potravinami v oblasti amerického města Seattle.
V roce 2020 vstoupila do vertikálního zemědělství německá agrochemická akciová společnost Bayer ve spolupráci se singapurským holdingem Temasek a zahájily vývoj a prodej nových odrůd osiva zeleniny šitých na míru vertikálním farmám.
Vertikální zemědělství zažívá rozmach také v Česku.  V roce 2019 vyrostly v místě po bývalé elektrárně Tušimice I dva vertikální skleníky, kde společnost Agro Kadaň (vlastněná firmou Solotron) podnikatele Vladimíra Schmalze pěstuje hydroponicky rajčata pro český trh. Z hnědouhelné elektrárny Tušimice II odebírají zbytkové (odpadní) teplo na vytápění skleníků a elektřinu, do budoucna plánují připojení na solární energii. Rajčata jsou pěstovaná přírodní cestou bez pesticidů. Využívají filtrovanou dešťovou vodou a opylení ve sklenících obstarávají čmeláci. Ročně takto vypěstují okolo 6 500 tun rajčat, což pokryje asi desetinu české spotřeby.

## Výhody

### Účinnost
Tradiční zemědělství vyžaduje mnoho půdy a zároveň je příliš invazivní na to, aby zůstaly udržitelné pro budoucí generace. Při tak rychlém tempu růstu populace se očekává, že orná půda na osobu poklesne v roce 2050 o 66 % ve srovnání s rokem 1970. Vertikální zemědělství umožňuje v některých případech více než desetinásobek produkce plodiny na jednotku plochy než u tradičních metod. Na rozdíl od tradičního zemědělství v netropických oblastech může vnitřní zemědělství pěstovat plodiny po celý rok. Celoroční hospodaření znásobuje produktivitu obhospodařovaného povrchu 4–6krát v závislosti na plodině. U plodin, jako jsou jahody, může být produktivita zvýšena 30krát.
Vertikální zemědělství také umožňuje produkci většího množství skliditelných plodin, protože využívá izolované sektory plodin. Na rozdíl od tradiční farmy, kde se sklízí jeden druh plodiny za sezónu, vertikální farmy umožňují pěstovat a sklízet velké množství různých plodin najednou a také několikrát během celého roku, díky prostředí ve kterém vyrůstají.
Podle ministerstva zemědělství v USA (USDA) se vertikální zemědělské produkty dostanou do obchodů jen na krátkou vzdálenost ve srovnání s tradičními zemědělskými metodami, kde plodiny musí ujet dlouhou vzdálenost, než se dostanou do obchodů.
USDA předpovídá, že do roku 2050 celosvětová populace přesáhne 9 miliard, přičemž většina z nich bude žít v městských nebo městských oblastech. Vertikální zemědělství je předpokládanou odpovědí USDA na potenciální nedostatek potravin se zvyšujícím se počtem obyvatel. Tento způsob zemědělství je příznivý k životnímu prostředí, jelikož snižuje emise a potřebnou vodu k pěstování. Tento typ městského zemědělství, který by mohl být přímo navázaný na obchody, by mohl také teoreticky eliminovat distribuci a s ní spojené vytváření emisí.
Na semináři o vertikálním zemědělství, který uspořádali USDA a ministerstvo energetiky USA diskutovali odborníci na vertikální zemědělství o šlechtění rostlin, ochraně proti škůdcům a inženýrství. Eliminování škůdců (jako je třeba hmyz, ptáci, nebo hlodavci) lze snadno zvládnout na vertikálních farmách, protože prostory jsou uzavřené a kontrolované. Bez potřeby chemických pesticidů je schopnost pěstovat ekologické plodiny mnohem snadnější než v tradičním zemědělství.

### Odolnost vůči počasí
Plodiny pěstované v tradičním venkovním zemědělství závisí na příznivém počasí a trpí nežádoucími teplotami, deštěm, krupobitím, tornádem, záplavami, požáry a suchem. „Tři povodně (v letech 1993, 2007 a 2008) stály Spojené státy miliardy ztracených plodin a ještě ničivější ztráty ornice. Je odhadováno že v Indii by mohly změny v počasí a teplotě do konce století snížit zemědělskou produkci až o 30 procent.“
Problémy spojené s nepříznivými povětrnostními podmínkami je obzvláště relevantní pro arktické a subarktické oblasti, jako je Aljaška a severní Kanada, kde je tradiční zemědělství z velké části nemožné. Potravinová nejistota je dlouhodobým problémem v odlehlých severních komunitách, kde musí být čerstvé produkty přepravovány na velké vzdálenosti, což vede k vysokým nákladům a ne tak kvalitní výživě. Kontejnerové farmy mohou po celý rok poskytovat čerstvé produkty s nižšími náklady než při přepravě zásob z jižnějších lokalit s řadou farem působících v oblastech jako je třeba Unalaska na Aljašce. Stejně jako v případě přerušení pěstování plodin jsou místní kontejnerové farmy také méně náchylné k narušení oproti vzdáleným dodavatelům nezbytných k dodávání tradičně pěstovaných produktů do vzdálených komunit. Ceny potravin v Churchillu výrazně vzrostly po povodních roku 2017, které si vynutily uzavření železniční trati, které tvoří jediné trvalé pozemní spojení mezi Churchillem a zbytkem Kanady.

### Ochrana životního prostředí
Každý metr čtvereční vertikálního zemědělského systému může díky své produktivitě ušetřit až 20 metrů čtverečních tradičního zemědělství a to se tak může vrátit do svého přirozeného původního stavu. Vertikální zemědělství by snížilo množství zemědělské půdy, čímž by také ušetřilo mnoho přírodních zdrojů.
Vertikálním zemědělstvím lze zabránit odlesňování a dezertifikaci způsobené zásahy tradičních zemědělství do přírodních biomů (např. odlesňování deštných lesů za účelem výsadby palem olejných). Produkce potravin v interiéru omezuje nebo eliminuje konvenční orbu, výsadbu a sklizeň zemědělskými stroji, chrání půdu a snižuje emise.
Tradiční zemědělství je pro původní flóru a faunu často invazivní, protože vyžaduje velkou plochu orné půdy. Jedna studie ukázala, že populace myší lesních po sklizni klesla z 25 na hektar na 5 na hektar, přičemž se odhaduje že na každý hektar tradičního zemědělství je ročně zabitých 10 zvířat. Ve srovnání, vertikální zemědělství by nezpůsobovalo žádné škody na divokých zvířatech.

## Problémy

### Ekonomika
Vertikální farmy musí překonat finanční výzvu velkých počátečních nákladů. Počáteční náklady na stavbu by u vertikální farmy o rozloze 60 hektarů přesáhly 100 milionů dolarů. Náklady na metr čtvereční kanceláří mohou být ve velkých městech vysoké, například kancelářské prostory ve městech jako Tokio, Moskva, Bombaj, Dubaj, Milán, Curych a Sao Paulo se pohybují od 20 do 40 tisíc Kč za metr čtvereční. Vzhledem k tomu, že vertikální farmy mají být umístěny v centrech velkých měst, museli by majitelé vertikálních farem platit tyto výdaje, které by musela platit jakákoli jiná kancelář ve stejné oblasti. Ve Victorii v Austrálii by hypotetická 10stupňová vertikální farma měla náklady zhruba 8000 Kč na čtvereční metr orné půdy, zatímco tradiční farma na venkově ve Victorii by stála 9 Kč za metr čtvereční orné půdy. Jakmile se vertikální farmy stanou efektivnějšími, náklady na vznik budou překonány, avšak i když vertikální farma s výnosem na hektar až 50krát převyšuje výnos tradiční farmy, trvalo by 6–7 let, než by se vertikální farmě vrátily vložené náklady.
Konkurenti vertikálních farem zpochybňují potenciální ziskovost tohoto způsobu zemědělství. Říkají, že aby vertikální farmy mohly být finančně úspěšné, je nutné pěstovat plodiny s vysokou hodnotou, protože tradiční farmy poskytují plodiny s nízkou hodnotou, jako je třeba pšenice, za levnější cenu než vertikální farmy. Louis Albright, profesor biologického a environmentálního inženýrství na Cornellově univerzitě, uvedl, že bochník chleba vyrobený z pšenice pěstované na vertikální farmě by stál 600 Kč. Podle amerického úřadu pro statistiku práce však průměrný bochník chleba stál v září 2019 28,3 Kč, což jasně ukazuje, jak budou plodiny pěstované na vertikálních farmách nekonkurenceschopné ve srovnání s plodinami pěstovanými na tradičních venkovních farmách. Aby vertikální farmy byly ziskové, musí se snížit náklady na provoz těchto farem. Developeři systému TerraFarm, kteří využívají přepravní kontejnery z druhé ruky tvrdí, že jejich systém „dosáhl stejné výše nákladů s tradičním venkovním zemědělstvím“. 
Městská nebo ostrovní půda má však také vysokou hodnotu. Ve zveřejněné studii PNAS by desetipodlažní vertikální pšeničná farma mohla na daném hektaru půdy vyprodukovat přibližně 1 940 tun pšenice, zatímco dobré roky obvykle produkují v průměru 3,2 tuny pšenice na hektar (600 krát vyšší produkce). Ve srovnání s náklady na rekultivaci půdy na lidmi přeplněných ostrovech se zdá, že mohou existovat mezery na trhu pro pěstování obilovin vertikálním zemědělstvím, ačkoli současné metody stále vyžadují enormní spotřebu energie na osvětlení, teplotu a vlhkost, nemluvě o vstupu oxidu uhličitého a hnojiv.
Roku 2020 byla většina společností využívající vertikální zemědělství nevýnosná, s výjimkou řady japonských společností.

### Spotřeba energie
Během vegetačního období svítí slunce na svislou plochu v extrémním úhlu, takže plodiny mají k dispozici mnohem méně světla, než když jsou zasazeny na rovině. Proto by bylo zapotřebí doplňkové světlo. Bruce Bugbee tvrdí, že energetické požadavky vertikálního zemědělství by byly nekonkurenceschopné s tradičními farmami využívajícími pouze přirozené světlo. Spisovatel George Monbiot, který píše o životním prostředí, vypočítal, že náklady na zajištění dostatečného množství doplňkového světla k pěstování obilí pro jediný bochník chleba by byly asi 15 $ (±350 Kč). V jednom z článků v časopise Economist je zmíněno, že „i když plodiny pěstované ve skleněném mrakodrapu dostanou během dne přirozené sluneční světlo, nebude to stačit“ a „náklady na napájení umělých světel nepřiměřeně prodraží indoorové (vnitřní) zemědělství“. Vědci navíc zjistili, že pokud by zdrojem energie na vertikální farmě měly být použity pouze solární panely, „potřebná plocha solárních panelů by musela být činitelem dvacetkrát větším než orná plocha na víceúrovňové vertikální farmě“, což by bylo u větších vertikálních farem obtížné. Hydroponická farma pěstující saláty v Arizoně by vyžadovala 15 000 kJ energie na kilogram vyprodukovaného salátu. Abychom toto množství energie uvedli na pravou míru, tradiční venkovní salátová farma v Arizoně vyžaduje pouze 1100 kJ energie na kilogram vypěstovaného salátu, což je více než desetkrát méně.
Protože kniha Dr. Dicksona Despommiera „Vertikální farma“ navrhuje kontrolované prostředí pro pěstování, náklady na vytápění a chlazení budou stejné jako náklady na jakoukoli jinou vícepodlažní budovu. Instalatérské a výtahové systémy jsou nezbytné k distribuci živin a vody. Ve Spojených státech mohou náklady na ohřev fosilních paliv přesáhnout 200 000 $ (± 4,5 mil. Kč) na hektar. Výzkum provedený v roce 2015 porovnával růst salátu v Arizoně na konvenčních zemědělských metodách a hydroponických farmách. Výzkum zjistil, že vytápění a chlazení tvoří více než 80% spotřeby energie v hydroponické farmě, což je zhruba 7400 kJ na kilogram vyprodukovaného salátu. Pokud nebude řešena spotřeba energie, mohou být vertikální farmy neudržitelnou alternativou k tradičnímu zemědělství.

### Znečištění
Existuje řada vzájemně souvisejících problémů s některými potenciálními řešeními:
- Potřeby energie: Pokud jsou potřeby energie zajištěny fosilními palivy, může být vlivem na životní prostředí čistá ztráta.[60] Dokonce ani budování nízkouhlíkové kapacity pro napájení farem nemusí mít tak velký smysl, jako jednoduše ponechat tradiční farmy na místě a spalovat méně uhlí. Louis Albright tvrdí, že v „městském zemědělství s uzavřeným systémem založeným na elektricky generovaném fotosyntetickém světle“ by libra salátu měla za následek produkci 8 liber oxidu uhličitého v elektrárně a 4000 liber vyrobeného salátu by bylo ekvivalentní k ročním emisím rodinného automobilu.[51] Tvrdí také, že uhlíková stopa rajčat pěstovaných v podobném systému by byla dvakrát větší než uhlíková stopa salátu. Hlávkový salát produkovaný ve skleníku, však zaznamenal 300% snížení emisí oxidu uhličitého na hlávku salátu. Vzhledem k tomu, že vertikální zemědělský systém bude efektivnější při využívání slunečního záření, bude produkovat menší znečištění.

- Emise uhlíku: Skleníky běžně doplňují hladinu oxidu uhličitého na 3–4násobek atmosférického množství. Toto zvýšení CO2 zvyšuje fotosyntézu různými rychlostmi, v průměru o 50%, což přispívá nejen k vyšší produkci, ale také k rychlejšímu zrání rostlin, zmenšování pórů a větší odolnosti vůči nedostatku vody. Vertikální farmy nemusí existovat izolovaně, odolnější dospělé rostliny by mohly být přeneseny do tradičního skleníku, což by uvolnilo místo a zvýšilo flexibilitu nákladů.
- Poškození plodin: Některé skleníky spalují fosilní paliva čistě na produkci CO2, například z pecí, které obsahují znečišťující látky, jako je oxid siřičitý a ethylen . Tyto znečišťující látky mohou významně poškodit rostliny, takže filtrace plynů je součástí systémů vysoké produkce.
- Větrání: „Nezbytné“ větrání může umožnit únik CO2 do atmosféry, i když je možné navrhnout recyklační systémy. To se neomezuje pouze na cyklickou kultivaci plodin s tolerancí na vlhkost a na vlhkost netolerující (na rozdíl od monokultury).
- Světelné znečištění: Pěstitelé skleníků běžně využívají fotoperiodismus v rostlinách ke kontrole, zda jsou rostliny ve vegetativní nebo reprodukční fázi. V rámci tohoto ovládání zůstávají světla po západu slunce a před východem slunce nebo pravidelně po celou noc. Jednopodlažní skleníky přitahují kritiku ohledně světelného znečištění, ačkoli typická městská vertikální farma může také produkovat světelné znečištění.
- Znečištění vody: Hydroponické skleníky pravidelně mění vodu a produkují vodu obsahující hnojiva a pesticidy, které je třeba zlikvidovat. Šíření odpadních vod přes sousední zemědělskou půdu nebo mokřady by bylo pro vertikální městskou farmu obtížné, zatímco prostředky na úpravu vody (přírodní nebo jiné) by mohly být součástí řešení.